# 亚硫酸氢钠

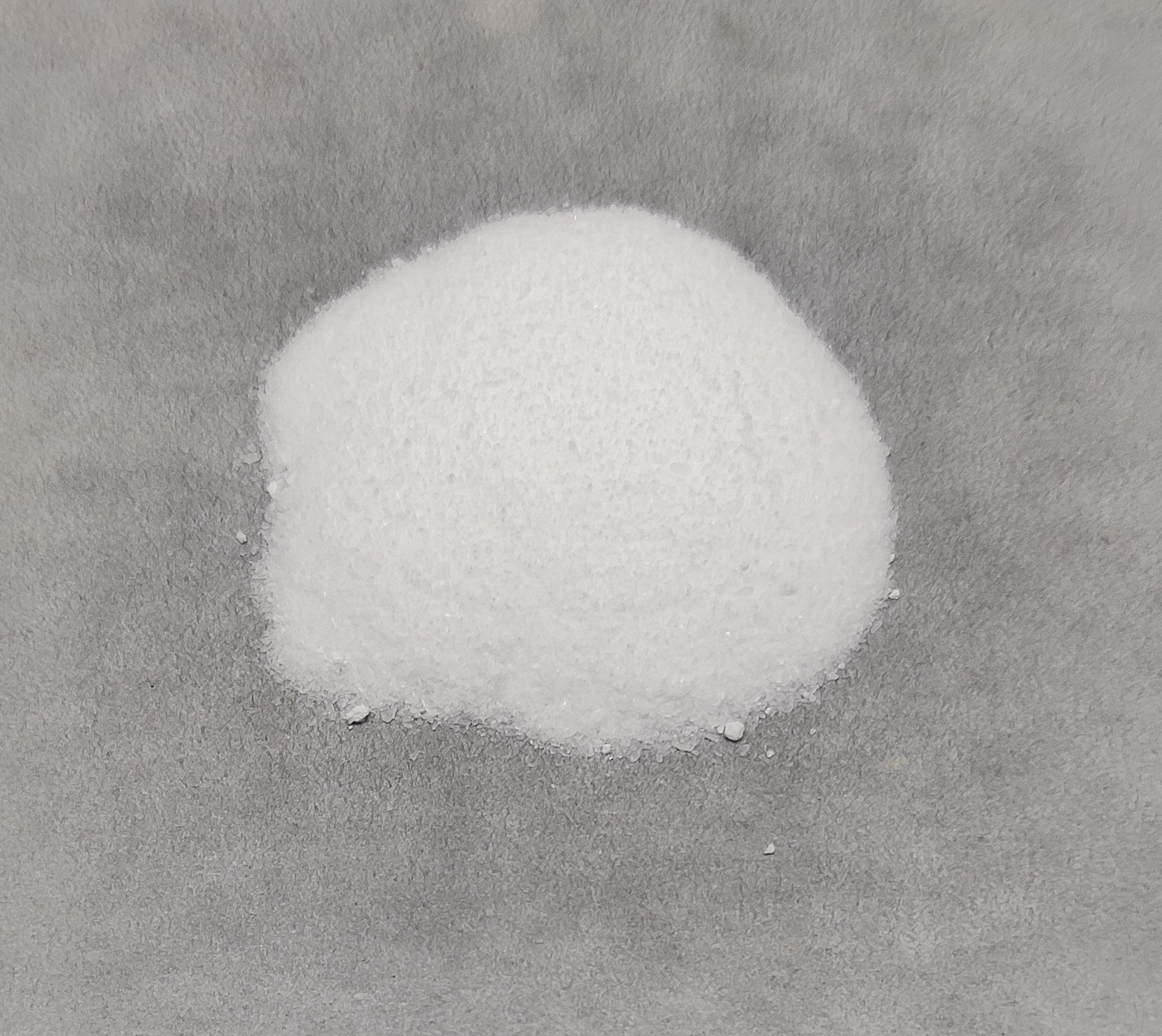
亚硫酸氢钠市售品，是它与焦亚硫酸钠的混合物，SO_{2}含量≥58.5%。

亚硫酸氢钠（化学式：NaHSO3）是一种无机化合物，只能在溶液中存在，固体在室温下不稳定。亚硫酸氢盐中只有亚硫酸氢铷RbHSO3、亚硫酸氢铯CsHSO3和季铵盐 NR4HSO3在室温下稳定。其在空气中易被氧化为硫酸盐。
NaHSO3存在市售品，主要成分为焦亚硫酸钠Na2S2O5。

## 制备
可由焦亞硫酸鈉加水製備，化學式為：

Na2S2O5(s)+H2O(l)→2NaHSO3(aq)
亚硫酸氢钠也可以由氢氧化钠或碳酸氢钠和二氧化硫反应而成：
SO2  +  NaOH  →  NaHSO3
SO2 + NaHCO3 → NaHSO3 + CO2
不过尝试结晶此化合物都只能得到焦亚硫酸钠，化学式 Na2S2O5。

## 反应
亚硫酸氢钠与活泼醛、酮发生加成反应，生成亚硫酸氢钠加合物。该反应可用来避免羰基和HCN加成时剧毒HCN的使用，方法为：先使羰基化合物与亚硫酸氢钠加成，再加入等物质的量的NaCN。
亞硫酸氫鈉也可以當作還原過錳酸鉀的還原劑，且在不同pH值環境下能使過錳酸鉀還原成不同的離子，但須注意不能先將其放在酸性環境下，再與過錳酸鉀發生反應，否則會形成有毒的二氧化硫。

## 危害
人们被劝告不应摄入超过 0.7 毫克/公斤的亚硫酸氢钠。对亚硫酸盐过敏的人不应食用含有E220-229（全都是亚硫酸盐，包括 E222，亚硫酸氢钠）的食物。亚硫酸氢钠与酸接触会产生有毒气体。